# Mauvezin-de-Sainte-Croix
Mauvezin-de-Sainte-Croix – miejscowość i gmina we Francji, w regionie Oksytania, w departamencie Ariège.
Według danych na rok 1990 gminę zamieszkiwało 45 osób, a gęstość zaludnienia wynosiła 9 osób/km² (wśród 3020 gmin regionu Midi-Pyrénées Mauvezin-de-Sainte-Croix plasuje się na 1018. miejscu pod względem liczby ludności, natomiast pod względem powierzchni na miejscu 1487.).